# Francisco Basterrechea
Francisco Basterrechea Zaldívar (Bermeo, 1888-Madrid, 1975) fue abogado y político español del Partido Nacionalista Vasco (PNV), que llegó a ser diputado en Cortes y vocal del Tribunal de Garantías Constitucionales de la Segunda República.

## Biografía
Licenciado en Derecho en las universidades de Valladolid y de Granada. Ejerció como abogado simultaneando su trabajo como director de la sucursal del Banco de Vizcaya.
Miembro de la Comisión de Autonomía, desde el 15 de diciembre de 1930, llegando a participar, en la redacción del denominado Estatuto General del Estado Vasco. Anteproyecto de la Sociedad de Estudios Vascos, también denominado Estatuto Vasco-Navarro. En este documento los partidarios de la autonomía vasca exponían sus ideas políticas.
Diputado en las Cortes republicanas (1931-1933) por el PNV y miembro del Tribunal de Garantías Constitucionales, elegido por Vascongadas a propuesta del PNV.
Interesado por los temas marítimos, participó en la organización política, en 1929, de la construcción del repetidamente reclamado rompeolas que hoy protege el puerto de Bermeo de los embates de la mar, solventando con su intervención la financiación de la obra; así también participó en 1932, en la fundación de un Sindicato Pescador de Arrantzales: Eusko Tostarteko Bazkuna; igualmente presentó un plan de reorganización de los Estudios de Náutica. Fue vocal de la Sección de Problemas Marítimos de la Sociedad de Estudios Vascos desde el año 1922 hasta 1936, en la que desarrolló su trabajo sobre el litoral vasco con el objeto de preparar un estudio sobre la pesca.
Debido al estallido de la Guerra Civil, se exilia con su familia a Francia y de allí marchan a Buenos Aires, Argentina, en 1942, donde trabajó como periodista y redactor de revistas jurídicas como Galeuzca y la revista Alberdi, al tiempo que trabajaba en la delegación vasca en la capital argentina, que dirigió de 1946 a 1952. Regresó a España en 1952, donde falleció en Madrid el 9 de diciembre de 1975. Uno de sus hijos es el escultor Néstor Basterrechea Arzadun.

## Escritos y libros
- Dictamen y contribución al anteproyecto del Congreso de Pesca Marítima Vasca, E.I.D., 1923, V, n.º 18
- El problema del arrastre. Soluciones posibles, Asamblea de Pesca, 1925
- Función de las cofradías y su relación necesaria, Imp.de la Diputación de Gipúzcua, San Sebastián, 1928.

- Datos: Q3753723
- Multimedia: Francisco Basterrechea / Q3753723